# Antoine Claude Pasquin
Antoine Claude Pasquin, dit Valéry (Paris, 8 août 1789 - Paris, 15 janvier 1847), est un écrivain et voyageur français.
Il fut l'un des conservateurs des bibliothèques de la couronne, puis bibliothécaire du château de Versailles. Il est connu par ses Voyages et ses Guides, parmi lesquels :
- Voyages historiques et littéraire..., 1832
- Voyages en Corse, à l'île d'Elbe et en Sardaigne, 1837
- Voyage en Italie, guide du voyageur et de l'artiste, 1838
- L'Italie confortable, 1841.

## Source
Marie-Nicolas Bouillet  et Alexis Chassang (dir.), « Antoine Valéry » dans Dictionnaire universel d’histoire et de géographie, 1878 (lire sur Wikisource)